# Superstore (Album)
Superstore ist ein Jazzalbum von Sam Gendel. Die um 2020–2022 entstandenen Aufnahmen erschienen am 10. Juni 2022 auf Leaving Records.

## Hintergrund
Das aus 34 kurzen Stücken bestehende Album „Superstore“, mit einer Gesamtlänge von fast einer Stunde, ist das Folgealbum zu Gendels „Fresh Bread“, das 54 Tracks umfasste. Es besteht aus Soloproduktionen des Musikers aus seinem „Archiv mit Ambient-Skizzen, Cloud-Rap-Beats und Jazz-Experimenten“ sowie verschiedenen Kollaborationen mit Blake Mills (Gitarre), Gabe Noel (E-Bass), Kevin Yakota (Schlagzeug) und Philippe Melanson (Perkussion) die in verschiedenen Veranstaltungsorten entstanden.
In Gendels Diskographie lassen sich viele Impressionen von Jazzstandards finden, darunter „God Bless the Child“, „Misty“, „Afro Blue“ (von Mongo Santamaría), „Goodbye Pork Pie Hat“, „Freddie Freeloader“ und „In a Sentimental Mood“. Das Album Superstore setzt diese Linie fort, indem der Musiker den Miles-Davis-Klassiker „Blue in Green“ aufgreife, hieß es im Blog Bedroom Frequencies. Der Track „MFV“ wiederum ist eine Interpretation von „My Funny Valentine“.

## Titelliste
- Sam Gendel: Superstore

1. Sx Mrnng 1:00
2. Blueblackred 0:59
3. Gu Shi 2:04
4. LAX Tunnel 2:36
5. MFV (= My Funny Valentine, Rodgers und Hart) 1:31
6. Foothammer 1:00
7. Blue in Green (Miles Davis, Bill Evans) 2:40
8. Alors 0:56
9. MMTTAA 0:47
10. Cans 1:00
11. Loop 53 5:26
12. Two-Tone 2:43
13. Sustain_02 2:58
14. Pi_1 0:52
15. La Guerra Di Piero 1:53
16. My <3 Sing 0:59
17. Suzuki Mini 1:17
18. Quad 0:35
19. Sx Ftrnn 0:31
20. Ggoonngg 2:20
21. Pi_2 1:07
22. Pan 0:59
23. Wave-Mini 0:28
24. Pinwheel 1:10
25. Otramusica 1:01
26. Saiko 2:40
27. Rolo 1:51
28. Sequoia Sam 1:01
29. Squid 0:41
30. Valley Park 1:11
31. Cats is Sad 0:39
32. Surfside 3:58
33. Suzuki Mini 2 0:22
34. Sx Nght 0:50

Wenn nicht anders vermerkt, stammen die Kompositionen von Sam Gendel.

## Rezeption

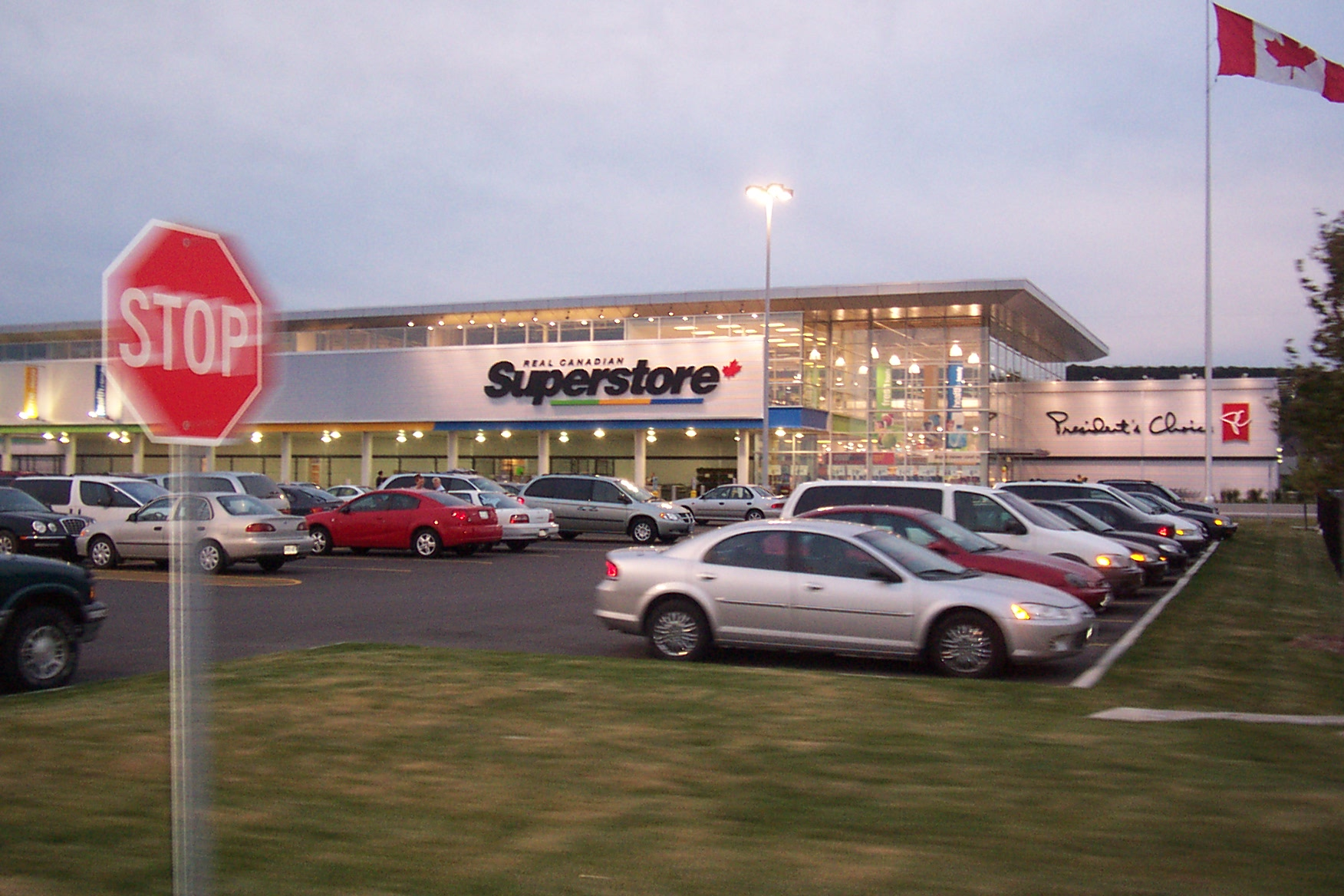
Der Titel Superstore (hier der Real Canadian Superstore in Grimsby) impliziere Massenproduktion, Einheitlichkeit, reine Funktion vor Form, schrieb Shaad D’Souza. „Es ist ein lustiger, wissentlicher Bezugspunkt, zum großen Teil, weil es kaum die Art von Wort ist, die man mit Gendel assoziieren würde – einem Künstler, dessen Exzentrik und Vorliebe für Unergründlichkeiten dazu führen, dass er selten zweimal dasselbe tut.“

Gendels Musik werde oft, vielleicht zu Unrecht, als „Vibe-Musik“ bezeichnet – eine Art Kurzform für etwas, das man im Hintergrund laufen lassen kann, während man sich auf etwas anderes konzentriert, schrieb Shaad D’Souza (Pitchfork Media). Das gelte für einige seiner Platten und definitiv für Portionen von Fresh Bread. Aber Superstore sei ein gutes Beispiel für die Kraft von Gendels Musik; mehr als nur etwas Angenehmes, um die Umgebung eines Hörers zu verbessern, dieses Album zwinge den Hörer, sich auf seinem Niveau zu treffen. Wenn Gendels Musik einen Vibe kultiviere, dann einen, der angenehm desorientierend und zutiefst gesättigt, organisch und synthetisch gleichermaßen, verspielt und gelegentlich bedrohlich klinge – weit entfernt von „Vibe-Musik“ im Sinne der Streaming-Ära. Gendels Fähigkeit, dem Alltäglichen eine Art psychedelischen, unkonventionellen Glanz zu verleihen, zeige sich deutlicher als in jedem seiner bisherigen Projekte.
Die Version von Miles Davis’ „Blue in Green“ sei im direkten Vergleich mit Davis eine seltsame, aber dennoch schöne Hörerfahrung, da seine flüchtige Rückkehr zum Thema auf perfekte Weise zu einer avantgardistischen Darstellung des Originalstücks werde, hieß es in Bedroom Frequencies. Die Fähigkeit, Standards zu interpretieren, sei einer der Schlüsselpunkte, der Gendels Arbeit als Jazz bestätige, da er sie durch Aspekte von Struktur, Klang und Harmonie neu interpretiert, die andere zu betreten fürchten, und es ihm ermögliche, Aspekte seiner eigenen Themen zu vermitteln. Viele dieser Tracks, die nicht länger als eine Minute sind, würden anschwellen und sich zusammenziehen, und sich dabei in die weitesten Bereiche der harmonischen und strukturellen Möglichkeiten wagen. Die Einflüsse des Werks ändern sich von Moment zu Moment – Bossa Nova und Exotica, die durch die verdrehtesten Kanäle zum Ausdruck kämen, würden sich zu [vom] islamisch[en Kulturraum] inspirierten, weich geschlagenen Gongs und Instrumente, auf denen sich Vierteltöne erzeugen lassen, bewegen, die [zusammen] ein Hörerlebnis schaffen, das absolut mitreißend sei.